# Hill Crest Gardens
Hill Crest Gardens es una localidad de Santa Lucía, que forma parte del distrito de Castries.